# Kyllburg
Kyllburg is een stad in de deelstaat Rijnland-Palts in de Eifelkreis Bitburg-Prüm in Duitsland. De stad ligt tussen de 275 m boven NN (station) en de 375 m boven NN (sportpark), de stad telt 935 inwoners wat het de kleinste stad van Rijnland-Palts maakt. De plaats ligt aan de oever van de Kyll.

## Geboren
- Herbert Fandel (9 maart 1964), voormalig voetbalscheidsrechter

Verbandsvrije stad:  Bitburg